# The Collection 3.0
The Collection 3.0 је компилација италијанске певачице Мине. Албум је објављен 31. марта 2015. за издавачку кућу Warner Music Italy.

## Списак пјесама
CD 1
1. ''Grande, grande, grande
2. Amor mio
3. Parole parole
4. Vorrei che fosse amore
5. E Poi...
6. Città vuota (It's A Lonely Town)
7. L'importante è finire
8. Non gioco più
9. Zum Zum Zum
10. La voce del silenzio
11. Sacumdì, Sacumdà
12. Nuda
13. Un colpo al cuore
14. Bugiardo e incosciente
15. I discorsi
16. Ancora ancora ancora
17. Non credere
18. La pioggia di marzo (Aguas de março)

CD 2
1. Io e te da soli
2. Emozioni
3. Insieme
4. E penso a te
5. Una lunga storia d'amore
6. Il cielo in una stanza
7. Fiori di rosa, fiori di pesco
8. La canzone di Marinella
9. Eppur mi son scordato di te
10. Vincenzina e la fabbrica
11. Estate
12. Amorevole
13. Que serà (A flor da terra)
14. Ormai
15. Ancora
16. Noi due nel mondo e nell'anima
17. Che male fa
18. Napule è

CD 3
1. Questione di feeling (feat. Riccardo Cocciante)
2. Neve
3. Oggi sono io
4. Fa qualcosa
5. Se il mio canto sei tu
6. Anche tu
7. My Love
8. Parlami d'amore Mariù
9. Ossessione '70
10. Laia ladaia (Reza) (Live)
11. Devo dirti addio (Pra dizer adeus)
12. Un'estate fa (Une belle histoire)
13. Portati via
14. Fortissimo
15. Can't Take My Eyes Off Of You
16. Mi parlavi adagio
17. Mente
18. Over The Rainbow

## Позиције на листама
| Листа (2015)   | Највиша позиција |
| -------------- | ---------------- |
| Италија (FIMI) | 18               |

## Сертификације и продаја
| Држава         | Сертификација | Продаја |
| -------------- | ------------- | ------- |
| Италија (FIMI) | Златан        | 25.000  |